# 海流能
海流能是一種利用海洋的海流（洋流），即海水流動的動能來產生電力。由於海流能規律性強、能量可預測、不同期間的發電量較穩定，加上不占用陸地面積、不影響景觀，對海洋生態影響有限，雖然目前沒有商業化應用的案例，海流能仍是未來深具發展潛力的一個可再生能源來源。

## 海流能原理
太陽的能量為海流產生的主要驅動力，太陽的能量在地球上各水域，不均勻的分布形成溫差，由於海水密度的差異而導致海水流動。隨著深度的增加，海水流速降低，甚至下層海水與表層海水流動方向相反。另外，風、地形、潮汐、陸地河水的流入、鹽度的區域差異，以及由於地球自轉引起的科里奧利力等其他因素也會影響海流。
海流可以攜帶大量的能量，藉由測深學，可以測得流速增強海流的地點，主要出現在島嶼和大陸之間的海峽，或是海岬周圍淺水區中的水下地形。增強流速對於海流能的主要作用，在於提供顯著的動能以供發電。
海流的動能可以使用發電機截取能量，其運作的原理類似風能對風力發電機。可以利用具備增強的流速的地點，部署發電機以截取洋流的能量。

## 發展歷程
在第一次石油危機之後，在1970年代中期，海流作為能源來源的可能性開始受到關注。1980年代，有許多評估海流能發電的小型研究計畫。主要研究國家為英國、加拿大和日本。1994至1995年間，EU-JOULE CENEX計畫標出歐洲超過100個潛力地點，各地點其面積介於2至200平方公里，其中許多地點的功率密度超過10 MW/km2。英國政府和歐盟均致力於推出因應措施，以面對全球暖化相關的國際公約。海流能發電有潛力可以提供大量的可再生能源電力，針對前述超過100個潛力地點的潛能預估，年發電量為50 TWh。如果可以有效開發，將成為21世紀清潔能源的重來來源之一，並發展出新興產業。
現今相關的應用可以參照：潮汐能發電站列表。參考潮汐能的主要原因為，潮汐能對海流能相關程度高，許多海流能的潛在地點亦具有豐富潮汐能。
日本IHI公司（舊稱：石川島播磨重工業）在2017年完成了100kW等級的「かいりゅう」測試機組，與新能源產業技術綜合開發機構（NEDO）合作在鹿兒島縣的口之島進行實證研究。

## 海流能潛能

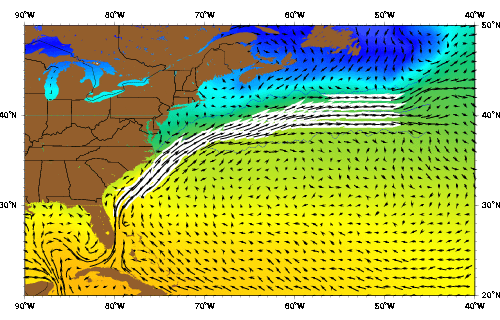
北美洲東岸墨西哥灣流流向

估計全球海流能總功率約為5,000GW，但大部分的海流能量是難以被利用的。在佛羅里達海峽表面的洋流流速穩定，較具開發潛能，其能量密度約為每平方米1千瓦（1kW/m2）。流經佛羅里達海峽的墨西哥灣流流量是世界上所有淡水總流量的50倍、能量為尼加拉大瀑布的21,000倍。只要截取其千分之一的能量，可以提供佛羅里達州35%的電力需求。對海流能技術感興趣並尋求應用的國家包括歐盟、日本和中國。
海流能發電潛力巨大，與其他可再生能源相比，有幾個因素可以使海流能發電相對吸引人：
- 資源的可預測性。與太陽能和風能相比，海流能規律性強，能量可預測，不同期間的發電量較穩定。
- 不占用陸地面積。海流能發電設備置於海平面之下，不影響景觀，對海洋生態影響有限。[9]

## 海流能發電技術

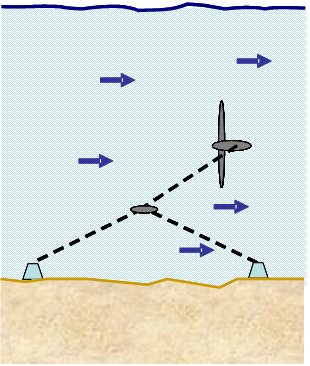
圖示：類似風力發電的發電機用於海流能發電

### 設計概念
有幾種可在開闊水域應用的裝置，可做為海流能發電之用；其中大部分的概念都源自於水車或類似構想。海流能發電機的葉片設計類似風力發電，可依照旋轉軸的方向，區分為「水平軸型」與「垂直軸型」，以及不是透過葉片旋轉，而是透過震動的「振動水翼型」三類。

#### 水平軸型
發電機的旋轉軸面對海流（旋轉軸與海流方向平行），通常使用兩個或三個葉片，螺旋槳造型類似一般常見的水平軸風力發電機。

#### 垂直軸型
發電機的旋轉軸與海流方向呈90度（旋轉軸與海流方向垂直）。

#### 振動水翼型
水翼的角度隨著海水的流動而變化，引起升力和阻力擺動水翼，帶動發電機產生電力。

### 支撐系統
讓海流能發電能固定於海中，不受風、波浪、海流等而旋轉、傾斜或位移的支撐系統均可以選擇以下三種之一：浮動繫泊、海床安裝，以及介於兩者之間。安裝於海床的單樁（Monopile）結構具有工程技術相對成熟的優勢，但應用範圍僅限於相對較淺的水域（約20至40米深）；若採用浮動繫泊系統，雖然已普遍用於石油工業，作為風力發電應用的浮體式離岸風力發電也快速發展中，但若用於海流能發電，技術相對仍較不成熟。

## 海流能的環境影響
海流的存在，有助於穩定世界許多地區的氣候，雖然海流能發電對於減少洋流能量的比例甚小。但若長期設置海流能發電設備，對於環境的影響為何尚不可知。發電設備中，旋轉的葉片、發電機均會產生震波，對於依賴洋流生活的海洋生物可能造成影響。另外，由於設置地點可能離陸地較遠，需要更長的電力電纜，其電磁波對於海洋環境也可能造成影響。美國能源部之Tethys資料庫提供與海洋能環境影響相關的科學文獻和一般信息。